# 曾勇夫
曾勇夫（1943年1月12日—），臺灣政治人物、檢察官、律師，歷任雲林、嘉義、臺南、臺北的地檢署檢察長，中華民國法務部主秘、政務次長、最高法院檢察署主任檢察官，曾代理中華民國檢察總長，亦曾任中華民國法務部部長，因九月政爭而下臺。

## 經歷
2010年3月，前任部長王清峰因死刑問題，不願意簽署死刑執行令，因而請辭，曾勇夫接任法務部長一職。
2010年4月28日核准槍決張俊宏、洪晨耀、張文蔚、柯世銘等四名死刑犯，並於30日晚間執行，中斷台灣四年四個月未執行死刑的紀錄。2011年核准槍決鍾德樹、管鐘演、王志煌、莊天祝、王國華等五名死刑犯，並於同年3月4日執行。2012年12月21日核准槍決曾思儒、洪明聰、黃賢正、陳金火、廣德強、戴德穎等六名死刑犯，同日執行。2013年4月19日核准槍決紀俊毅、李嘉軒、陳東榮、陳瑞欽、林金德、張胞輝等六名死刑犯，同日執行，總計在其法務部部長任內下令槍決21名死刑犯。
2013年9月6日，在九月政爭中，特偵組指控曾勇夫涉嫌為王金平關說，使檢察官林秀濤在柯建銘背信案中不進行上訴。在總統府與行政院壓力下，被迫請辭法務部長。
2013年9月7日，林秀濤強調依專業判斷才不上訴：「她說，上週六晚上七點多，特偵組突然來電約談她，問了很多，沒想到昨引用的筆錄卻是斷章取義，『曲解我的原意』，她的原意是，有些檢察官不希望案子在其手上無罪定讞，為了卸責，即使知道上訴後仍可能判無罪，還是硬要上訴，『這樣很沒肩膀』，若查無刑事訴訟法違背法令的理由，就不應上訴到三審，她是依照專業判斷才不上訴，『坦蕩蕩，不因當事人身分而改變』。」

## 逸事
曾勇夫上任法務部長後，每年的春節、端午和中秋等華人三大節日前夕，都會親自前往蘇建和案中的被害者家屬吳東諺家中慰問，表達對政府無法破案的歉意。

## 爭議
影射賄選
2011年8月31日，法務部長曾勇夫參加最高法院檢察署查察賄選暴力督導小組揭牌儀式。並且指出，上周六雲林縣斗六市長的補選，因檢警調查賄查得緊，有一競選陣營的人士本來想買票，卻無從下手，才讓另一陣營謝姓候選人的卓越表現獲選民認同，當上市長。
在陳水扁無法排尿時灌水
在陳水扁被宣布沒病送回監獄，卻在隔天因為無法排尿又被送往署立桃園醫院就醫之後。立法委員賴士葆在TVBS政論節目「新聞夜總會」稱「前總統陳水扁無法排尿時 發現陳水扁確無法排尿，再將陳水扁送醫」。
法務部表示，9月11日陳水扁至衛生署桃園醫院外醫回診原排定尿液檢驗項目，因其無法於該院即時採集尿液，醫師認為陳員可於監內採集尿液送驗，臺北監獄依照醫師之診療安排，始戒護陳員返監。然因其至傍晚仍未解尿液，衛生署桃園醫院即指派二位泌尿科專科醫師入監為陳員診療，當時醫師以超音波檢查其膀胱尿量，並以導尿方式緩解陳員不適，經醫師初步判斷陳水扁持續無法排尿，建議陳員先在監繼續觀察。因未見改善，於12日晚上再協調由衛生署桃園醫院指派二位泌尿科及一位腎臟內科專科醫師入監為陳員診療後，認為陳水扁先生有膀胱排尿功能障礙現象，台北監獄隨即依醫師建議戒送陳水扁先生至衛生署桃園醫院做進一步檢查同時通報法務部。
疑似關說案
2013年，最高檢察署特別偵查組認定，曾勇夫與高檢署檢察長陳守煌涉嫌為立法院長王金平及立委柯建銘關說，將曾勇夫移送監察院，陳守煌則依法官法移送檢察官評鑑委員會；王金平與柯建銘則因國會自治，不處理。曾勇夫反駁特偵組指控，認為沒有關說，指責特偵組惡意陷害，願交由監察院調查。他說外界常對司法不信任「我們最怕的就是檢察官辦案不憑證據，只為羅織」、「對我沒有做的事情，我為什麼要辭職呢？」。陳守煌說絕未接獲曾勇夫任何指示，他是要求林秀濤檢察官閱卷後依法處理，「該上訴就上訴，該不上訴就不上訴」。林秀濤亦批評特偵組曲解其證詞，她強調該案是因為沒有發現《刑事訴訟法》第377條「上訴於第三審法院，非以判決違背法令為理由，不得為之。」的情事，才決定不上訴。陳守煌並痛批特偵組知法玩法，「以刑事調查之名，行行政調查之實」，擅自公布通聯對話內容，違反《通訊保障及監察法》第18條「監察通訊所得資料，不得提供與其他機關 (構) 、團體或個人。」他認為臺北地檢署應主動分案調查。
曾勇夫在二度赴政院與院長江宜樺會面後，於2013年9月6日21:50召開記者會，表示「不讓長官困擾」，願意辭職。行政院隨後發布新聞稿准辭。

## 外部連結
- 內幕曝光 滅王計畫第一步：先砍曾勇夫 總統府電話恐嚇 不辭職 就免職 （页面存档备份，存于）, 法治時報125期，102/10/1

| 中華民國政府職務                   | 中華民國政府職務                                | 中華民國政府職務                   |
| ---------------------------------- | ----------------------------------------------- | ---------------------------------- |
| 行政院                             |                                                 |                                    |
| 前任： 黃世銘（代理） 正任：王清峰 | 法務部部長 第十二任 2010年3月22日－2013年9月6日 | 繼任： 陳明堂（代理） 正任：羅瑩雪 |